# Landtagswahlkreis Konstanz
Der Landtagswahlkreis Konstanz (Wahlkreis 56) ist ein Landtagswahlkreis im Süden von Baden-Württemberg. Er umfasst die Gemeinden Allensbach, Gaienhofen, Konstanz, Moos, Öhningen, Radolfzell am Bodensee und Reichenau aus dem Landkreis Konstanz. Wahlberechtigt waren bei der Landtagswahl 2021 101.238 Einwohner des Wahlkreises.
Die Grenzen der Landtagswahlkreise wurden nach der Kreisgebietsreform von 1973 zur Landtagswahl 1976 grundlegend neu zugeschnitten und seitdem nur punktuell geändert. Änderungen, die den Wahlkreis Konstanz betrafen, gab es seitdem keine.

## Wahl 2021
Die Landtagswahl 2021 hatte folgendes Ergebnis:
| Direktkandidat     | Partei       | Stimmen in % | Landtagswahl 2016 Stimmen in % |
| ------------------ | ------------ | ------------ | ------------------------------ |
| Nese Erikli        | Grüne        | 42,1         | 39,6                           |
| Levin Eisenmann    | CDU          | 18,2         | 22,6                           |
| Thorsten Otterbach | AfD          | 5,8          | 9,4                            |
| Petra Rietzler     | SPD          | 8,4          | 12,2                           |
| Jürgen Keck        | FDP          | 12,1         | 9,1                            |
| Antje Behler       | DIE LINKE    | 5,4          | 3,9                            |
| Franz Weber        | ödp          | 0,6          | 0,5                            |
| Philipp Weimer     | Die PARTEI   | 1,6          | –                              |
| Heinz Burkart      | Freie Wähler | 2,9          | –                              |
| Jared Schiffer     | KlimalisteBW | 1,2          | –                              |
| Marc-André Huß     | WiR2020      | 1,0          | –                              |
| Hanna Antony       | Volt         | 0,8          | –                              |
| –                  | Sonstige     | –            | 2,6                            |

## Wahl 2016
Die Landtagswahl 2016 hatte folgendes Ergebnis:
| Direktkandidat     | Partei           | Stimmen in % | Landtagswahl 2011 Stimmen in % |
| ------------------ | ---------------- | ------------ | ------------------------------ |
| Nese Erikli        | Grüne            | 39,6         | 34,7                           |
| Fabio Crivellari   | CDU              | 22,6         | 32,8                           |
| Peter Friedrich    | SPD              | 12,2         | 20,3                           |
| Jürgen Keck        | FDP              | 9,1          | 5,5                            |
| Simon Pschorr      | DIE LINKE        | 3,9          | 2,7                            |
| Cay Amey           | AfD              | 9,4          | –                              |
| Stephan Kressibuch | ALFA             | 1,0          | –                              |
| Viktor Storz       | Tierschutzpartei | 1,3          | –                              |
| Detlef Luf         | ÖDP              | 0,5          | 0,7                            |
| Siegfried Pauly    | NPD              | 0,2          | 0,5                            |
| Matthias Haugk     | REP              | 0,1          | 0,3                            |
| –                  | Sonstige         | –            | 01,2                           |

## Wahl 2011
Die Landtagswahl 2011 hatte folgendes Ergebnis:
| Direktkandidat    | Partei    | Stimmen in % | Landtagswahl 2006 Stimmen in % | Landtagswahl 2001 Stimmen in % |
| ----------------- | --------- | ------------ | ------------------------------ | ------------------------------ |
| Siegfried Lehmann | Grüne     | 34,7         | 18,9                           | 16,0                           |
| Andreas Hoffmann  | CDU       | 32,8         | 40,6                           | 39,7                           |
| Zahide Sarikas    | SPD       | 20,3         | 21,3                           | 32,4                           |
| Tatjana Wolf      | FDP       | 05,5         | 12,3                           | 08,6                           |
| Bernhard Hanke    | DIE LINKE | 02,7         | WASG: 4,1                      | –                              |
| Ute Hauth         | Piraten   | 02,5         | –                              | –                              |
| Ingrid Steinstraß | ÖDP       | 00,7         | 00,3                           | 00,5                           |
| Benjamin Hennes   | NPD       | 00,5         | 00,5                           | 00,3                           |
| Hans-Otto Rüb     | REP       | 00,3         | 00,8                           | 02,1                           |
| –                 | Sonstige  | –            | 01,2                           | 00,4                           |

## Abgeordnete seit 1976
Bei den Landtagswahlen in Baden-Württemberg hat jeder Wähler nur eine Stimme, mit der sowohl der Direktkandidat als auch die Gesamtzahl der Sitze einer Partei im Landtag ermittelt werden. Dabei gibt es keine Landes- oder Bezirkslisten, stattdessen werden zur Herstellung des Verhältnisausgleichs unterlegenen Wahlkreisbewerbern Zweitmandate zugeteilt. Die bis 2006 geltende Regelung, die eine Zuteilung dieser Mandate nach absoluter Stimmenzahl auf Ebene der Regierungsbezirke vorsah, benachteiligte den Wahlkreis Konstanz, da er im Vergleich zu den anderen Wahlkreisen im Regierungsbezirk Freiburg immer zu den nach Bevölkerungszahl kleinsten gehörte. Dadurch war es für Bewerber im Wahlkreis Konstanz schwierig, Zweitmandate zu erringen.
Den Wahlkreis Konstanz vertraten seit 1976 folgende Abgeordnete im Landtag:
| Partei | Art des Mandats | Gewählte                                                                        |
| ------ | --------------- | ------------------------------------------------------------------------------- |
| CDU    | Erstmandat      | Klaus von Trotha 1976, 1980, 1984, 1988, 1992, 1996 Andreas Hoffmann 2001, 2006 |
| Grüne  | Zweitmandat     | Günther Schäfer 1996 Siegfried Lehmann 2006                                     |
| Grüne  | Erstmandat      | Siegfried Lehmann 2011 Nese Erikli 2016, 2021                                   |
| FDP    | Zweitmandat     | Jürgen Keck 2016                                                                |